# Glossina brevipalpis
Glossina brevipalpis är en tvåvingeart som beskrevs av Robert Newstead 1910. Glossina brevipalpis ingår i släktet tsetseflugor, och familjen Glossinidae. Inga underarter finns listade i Catalogue of Life.